# Celda de combustible biológica

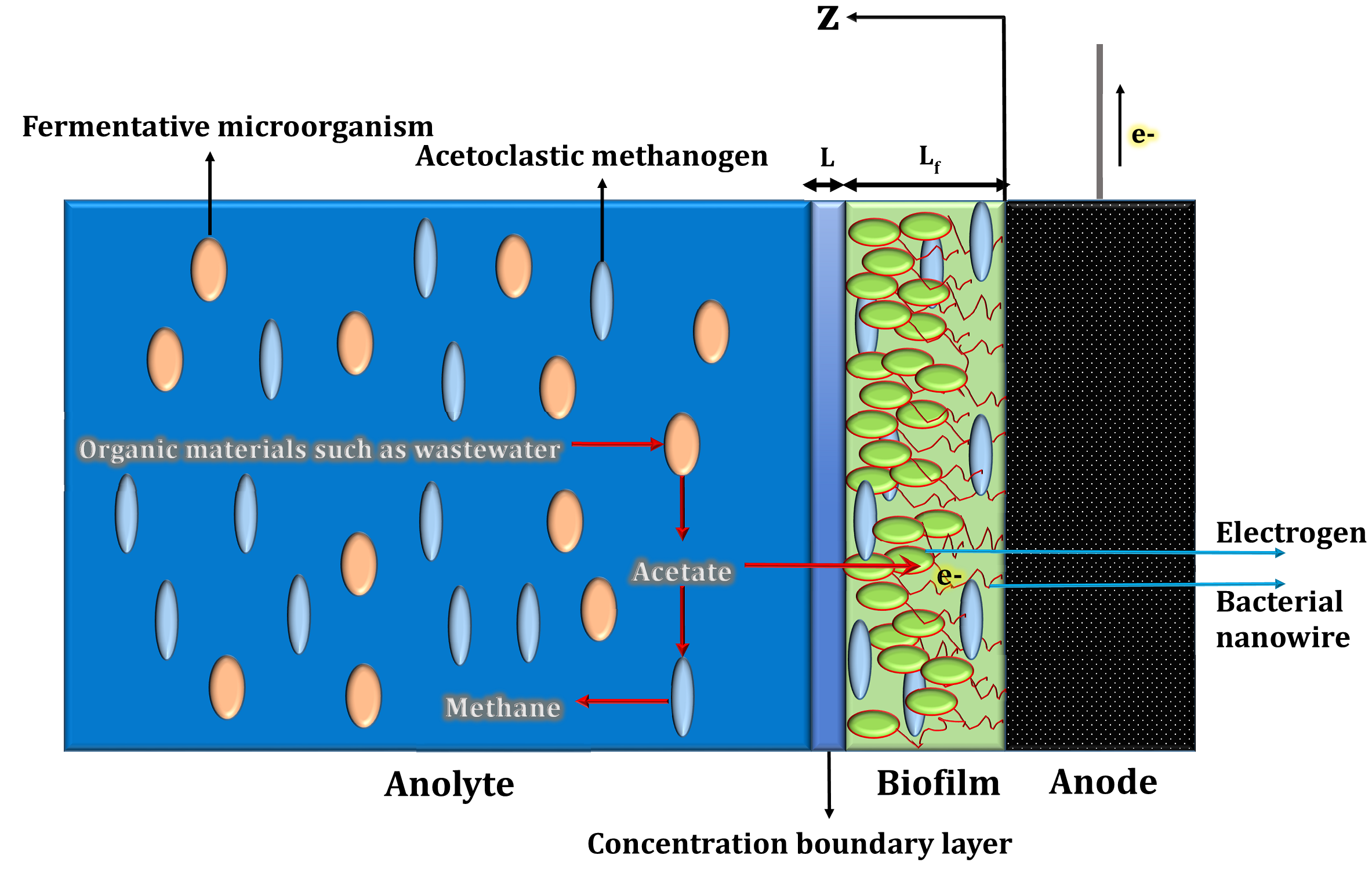
Un diagrama esquemático de la descripción del modelo. Anolyte contiene microorganismos fermentativos y metanógenos acetoclásticos. La biopelícula contiene metanógenos acetoclásticos y bacterias que respiran ánodos (electrógenos). El acetato se produce durante el proceso de fermentación y luego se difunde a la biopelícula donde los electrógenos lo consumen y conducen electrones a la superficie del ánodo.

Una celda de combustible biológica (CCB) o una celda de combustible microbiana (CCM) es un dispositivo en el cual la energía química de un compuesto, típicamente glucosa, acetato u otras formas de materia orgánica disuelta, se convierte a energía eléctrica mediante la acción bacteriana. Geobacter sulfurreducens es una de las bacterias más utilizadas en el estudio de celdas de combustible biológicas, por su alta eficiencia de conversión energética. Entre las aplicaciones posibles para estas celdas se encuentra el tratamiento de efluentes con alto contenido de materia orgánica y la generación de corriente eléctrica en sedimentos marinos. Dado que esta tecnología se encuentra principalmente en su etapa de desarrollo experimental y piloto las potencias obtenidas son aún bajas y no hay actualmente aplicaciones comerciales disponibles, aunque el gran desarrollo en los últimos años de investigación hace prever un futuro prometedor a mediano plazo.